# Régions de France (association)
Pour les articles homonymes, voir ARF.
Régions de France, anciennement Association des régions de France (ARF), est une association créée en décembre 1998 pour représenter les régions de France, aujourd'hui au nombre de 18.

## Missions

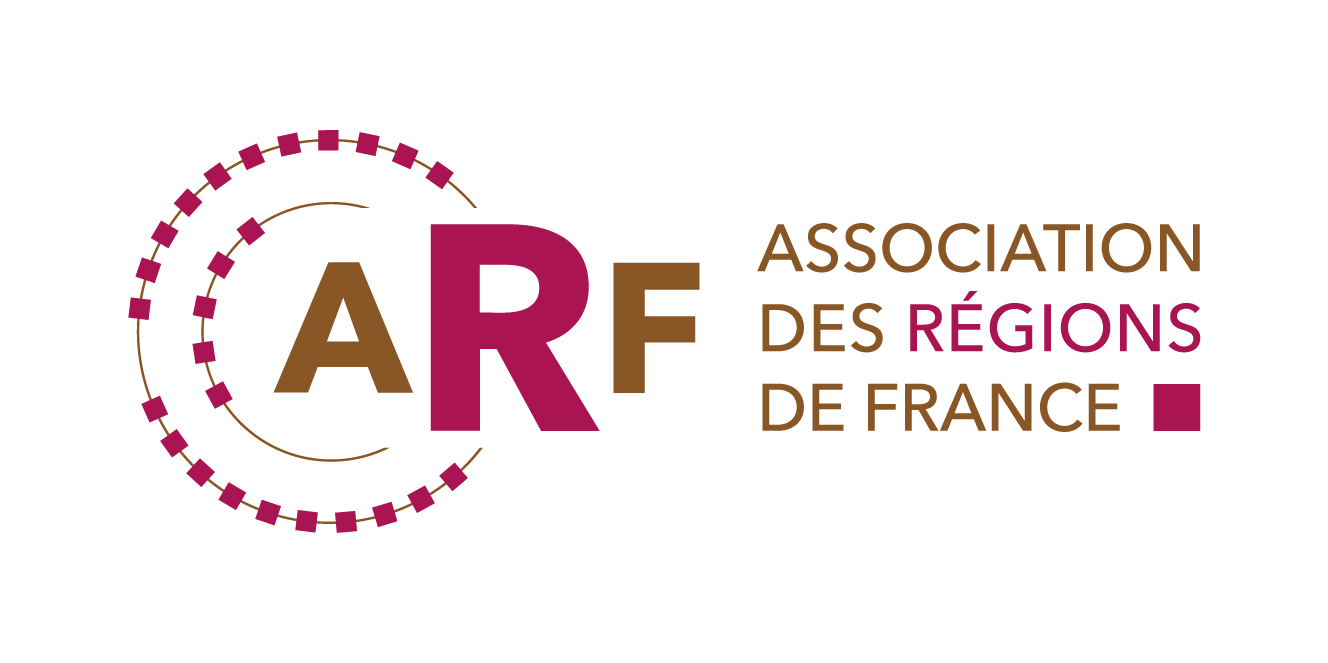
Identité visuelle de l'association jusqu'à son douzième congrès, le 29 septembre 2016 à Reims.

L'Association des régions de France a été mise sur pied par les présidents des conseils régionaux qui ont voulu « mettre en commun les expériences vécues dans les régions avec le transfert des compétences décidé par les lois de décentralisation.»
Régions de France remplit quatre fonctions principales :
- elle est la voix des Régions auprès des pouvoirs publics français et des institutions européennes;
- elle promeut le fait régional auprès des citoyens et des acteurs de la vie économique et sociale ;
- elle organise la concertation et les échanges de bonnes pratiques entre les Régions ;
- elle est centre de ressources pour les élus régionaux et leurs services.

Régions de France représente les Régions auprès des pouvoirs publics français et des grandes institutions européennes : Commission, Parlement, Comité des Régions, Association des Régions d’Europe, etc. Elle fait connaître au gouvernement français la position des Présidents de Conseil régional sur les politiques publiques et sur les textes concernant les compétences et les activités des Régions. Elle informe les parlementaires avec la volonté que l’avis des Régions soit pris en compte dans les travaux législatifs.
Estimant que la complémentarité entre les différentes collectivités territoriales est importante pour conforter la décentralisation, Régions de France travaille avec les autres associations d’élus comme Villes de France, l’AMF, l’ADF, France Urbaine, l’AdCF notamment. Elle promeut le fait régional, dans toutes ses dimensions, auprès des grands acteurs de la vie économique et sociale comme les grandes entreprises, les chambres consulaires, les organisations et fédérations professionnelles et le monde associatif.
Régions de France cherche notamment à faire avancer les principes du développement durable, par exemple via ses contributions au Grenelle de l'environnement et en encourageant la lutte contre le changement climatique (Plan climat), la protection et restauration de la biodiversité (Trame verte) du littoral et de la ressource en eau. Elle promeut aussi des transports propres, une agriculture durable et l'agriculture bio.

## Commissions
L'association Régions de France structure son travail autour de 11 commissions thématiques (par politique publique et/ou problématiques régionales) auxquelles peuvent être rattachées des commissions déléguées. C'est généralement le cadre de dialogue entre vice-présidents de Conseils régionaux.
Liste des 11 commissions thématiques avec leurs présidences :
- Administration Générale: Carole Delga - Occitanie; Hervé Morin - Normandie
- Transition écologique et énergétique : Gilles Simeoni - Corse.
- Aménagement du territoire : Alain Rousset - Nouvelle-Aquitaine
- Agriculture, alimentation, forêt et Pêche : Loïg Chesnais-Girard - Bretagne.
- Économie - Laurent Wauquiez - Auvergne-Rhône-Alpes
- Santé, formations sanitaires et sociales : Marie-Guite Dufay - Bourgogne-Franche-Comté.
- Europe et international : Renaud Muselier - Sud - Provence-Alpes-Côte-d'Azur
- Éducation, Orientation, Formation et Emploi : François Bonneau - Centre-Val de Loire
- Mobilité, transports, infrastructures : Franck Leroy - Grand Est
- Culture, Sport, Jeunesse, Citoyenneté : Hervé Morin - Normandie
- Outre-mer et économie Maritime : Huguette Bello - La Réunion

## Innovation et prospective
L'association a créé en 2008 une 27e région. C'est une entité (« collectivité virtuelle ») qui se veut laboratoire d'idée pour le futur. Elle est organisée autour d'une association présidée par Christian Paul (député de la Nièvre, et vice-président du conseil régional de Bourgogne) et d'un réseau évolutif d'innovateurs invités à travailler à quelques chantiers prioritaires (ex : Lycée du futur, aménagement du territoire, service public dans un monde où les technologies numériques devraient encore prendre de l'importance). Cette région virtuelle est présentée par l'association comme un lieu pour penser - dans une dynamique d'intelligence collective et de « haute qualité informationnelle » - l'avenir des régions et des politiques publiques pour relever le défi de la fracture numérique et du développement numérique du territoire, de l'éducation, etc..

## Régions de France au Conseil de l'Europe
Le Congrès des pouvoirs locaux et régionaux du Conseil de l'Europe est une assemblée politique paneuropéenne composée de 648 élus pour quatre ans – conseillers régionaux et municipaux, maires et présidents de région. Il représente 200 000 collectivités territoriales de 47 pays européens, dont les 36 000 communes 18 régions de France. En tant que porte-parole des villes et des régions, le Congrès est chargé de renforcer la démocratie locale et régionale dans ses 47 États membres en favorisant la concertation et le dialogue politique entre les gouvernements et les collectivités territoriales. A cet égard, il coopère avec le Comité des Ministres du Conseil de l’Europe. L'action du Congrès s'articule autour de ses deux chambres, la Chambre des pouvoirs locaux et la Chambre des régions et s'organise autour de trois commissions statutaires : une Commission de suivi, une Commission de la gouvernance et une Commission des questions d'actualité. Par la « Charte de l’autonomie locale », le Congrès des pouvoirs locaux et régionaux a mis en place des règles communes aux pays membres du Conseil de l’Europe ayant apposé leur signature sur la Charte, le but étant de garantir l’acceptation et la protection de l’autonomie politique, administrative et financière des pouvoirs locaux.

## Réforme territoriale de 2015
Depuis la  réforme des régions de 2015, l’association regroupe les 13 régions métropolitaines, les quatre régions d’outre-mer et Mayotte, soit 18 membres,
Dans une réponse adressée le même jour à Xavier Bertrand, Philippe Richert, président de Régions de France, et François Bonneau, président délégué, rappellent que les Présidents de Région "n’ont jamais souhaité la mise en place d’un impôt supplémentaire dont les Régions auraient la possibilité de moduler le taux". "Ce choix de vecteur relève donc bien de la responsabilité de l’État, les Régions ne peuvent être tenues comme partie prenante de cette décision », poursuivent les Présidents Richert et Bonneau.
Le président de la région Grand Est, Philippe Richert, quitte ses fonctions le 29 sept 2017 de ses deux présidences (Région et association) : "J'ai décidé que j'allais laisser la main pour que d'autres puissent prendre la suite dans la foulée " Il faut penser à la suite, 2021, et je ne serai plus candidat. Il faut penser à cette élection, à celui qui doit se faire connaître et se préparer […] j'ai décidé de ne pas aller au bout du mandat."

## Présidents
- 1998-2002 : Jean-Pierre Raffarin (UDF)
- 2002-2004 : Gérard Longuet (UDF puis UMP)
- 2004-2016 : Alain Rousset (PS)
- 2016-2017 : Philippe Richert[12] (LR)
- 2017-2019 : Hervé Morin (LC)
- 2019-2021: Renaud Muselier (LR)
- Depuis 2021 : Carole Delga (PS)

### Bureau exécutif
Depuis juillet 2021
- Renaud Muselier, LR puis LREM (Provence-Alpes-Côte d'Azur), président délégué ;
- Valérie Pécresse, LR (Île-de-France) première vice-présidente ;
- Marie-Guite Dufay, PS (Bourgogne-Franche-Comté), trésorière.
- Ary Chalus, LREM (Guadeloupe) ;
- François Bonneau, PS (Centre-Val de Loire)
- Alain Rousset, PS (Nouvelle-Aquitaine) ;
- Laurent Wauquiez, LR (Auvergne-Rhône-Alpes) ;
- Huguette Bello, PLR (La Réunion).